# Shitun, Fujian
Shitun (kinesiska: 石屯) är en köping i sydöstra Kina. Den ligger i Zhenghe härad i staden Nanping i provinsen Fujian, omkring 150 kilometer norr om provinshuvudstaden Fuzhou. Antalet invånare är 16 131. Befolkningen består av 7 513 kvinnor och 8 618 män. Barn under 15 år utgör 18,0 %, vuxna 15-64 år 72 %, och äldre över 65 år 9,0 %.